# Притулок одинадцяти

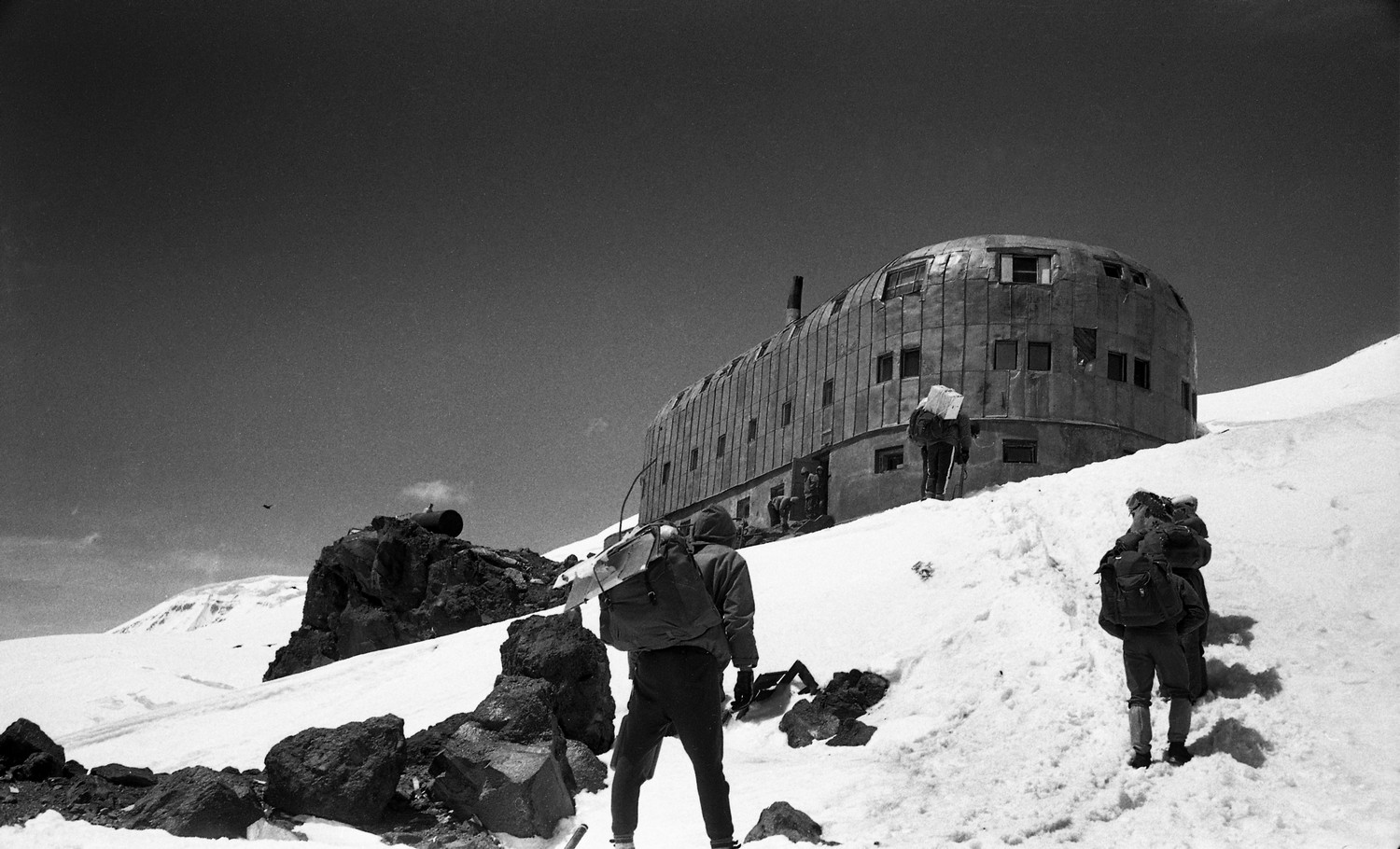
Притулок одинадцяти. 1976 рік

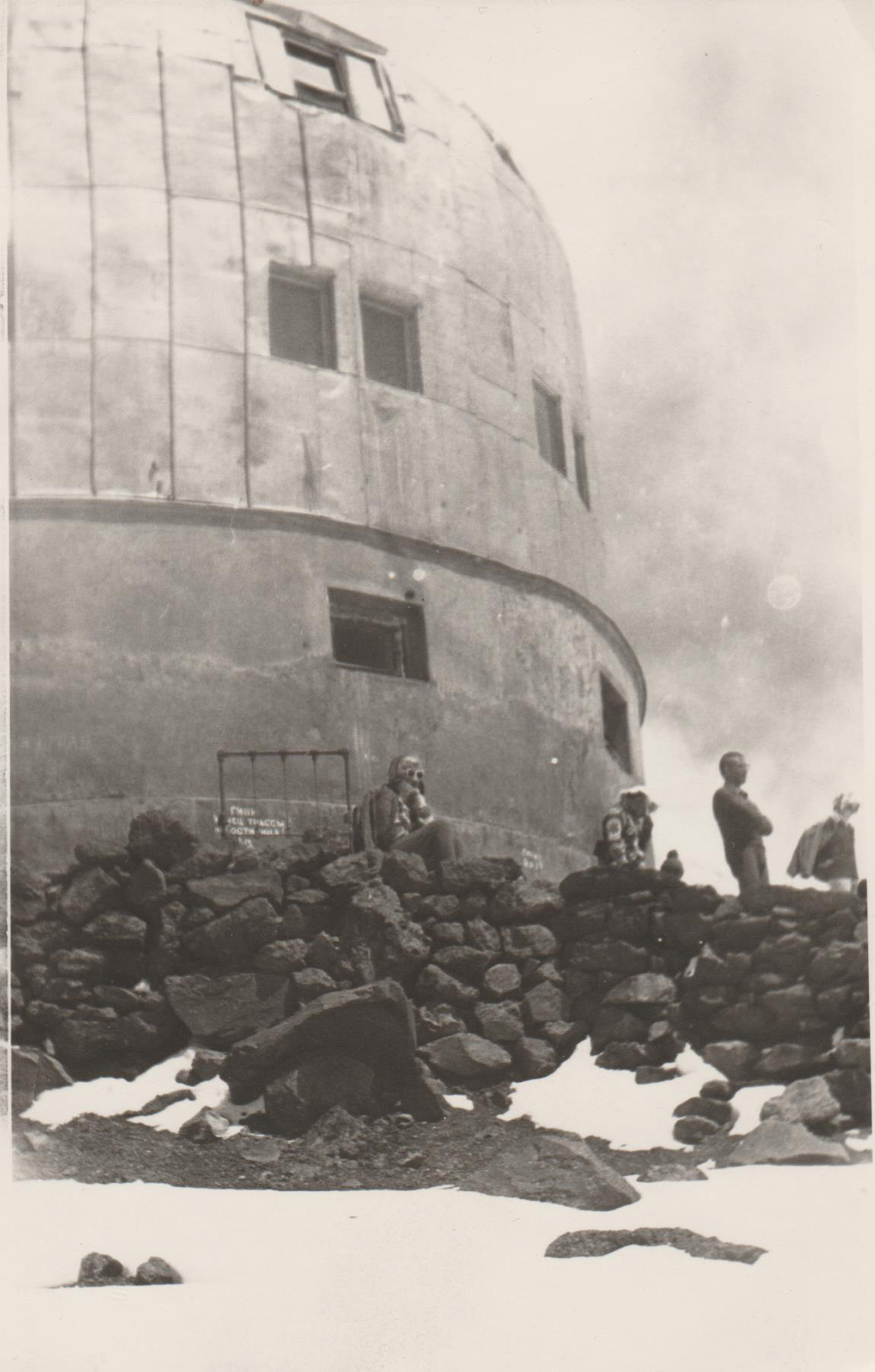
Притулок одинадцяти, 1970 р.

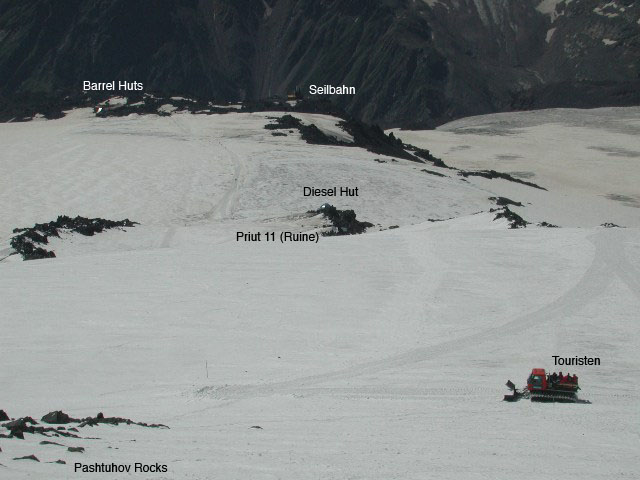
Притулок одинадцяти — розташування

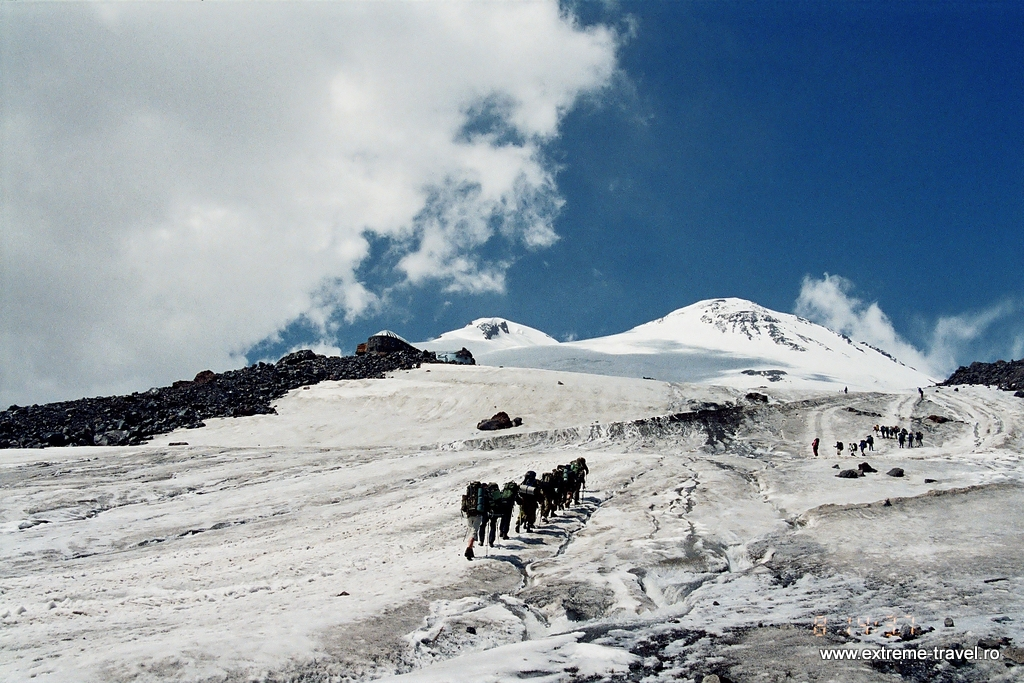
Альпіністи в районі «Притулку одинадцяти» (обгорілий остов — ліворуч, вище групи).

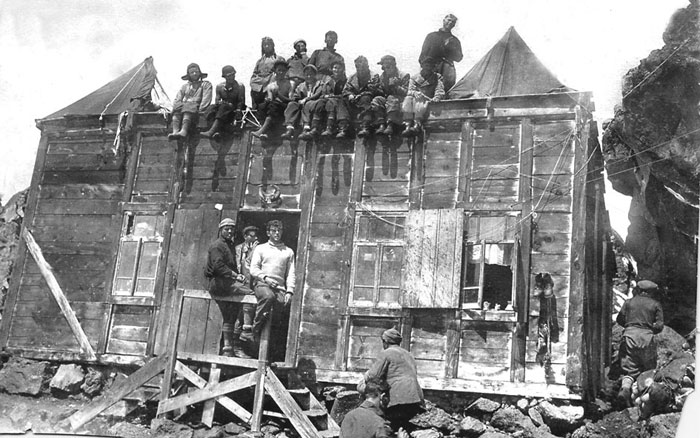
Притулок одинадцяти в 1932 р.

Притулок одинадцяти (рос. Приют 11, Приют одиннадцати) — готель для альпіністів на горі Ельбрус (Кавказ) на висоті 4130 метрів над рівнем моря.
Один з найвисокогірніших готелів світу. Місце розташування — південно-східний схил Ельбрусу.
Назва дана головою Кавказького гірського товариства Р. Р. Лейцингером, який мав тут з групою альпіністів ночівлю у 1909 р..

## Коротка історія

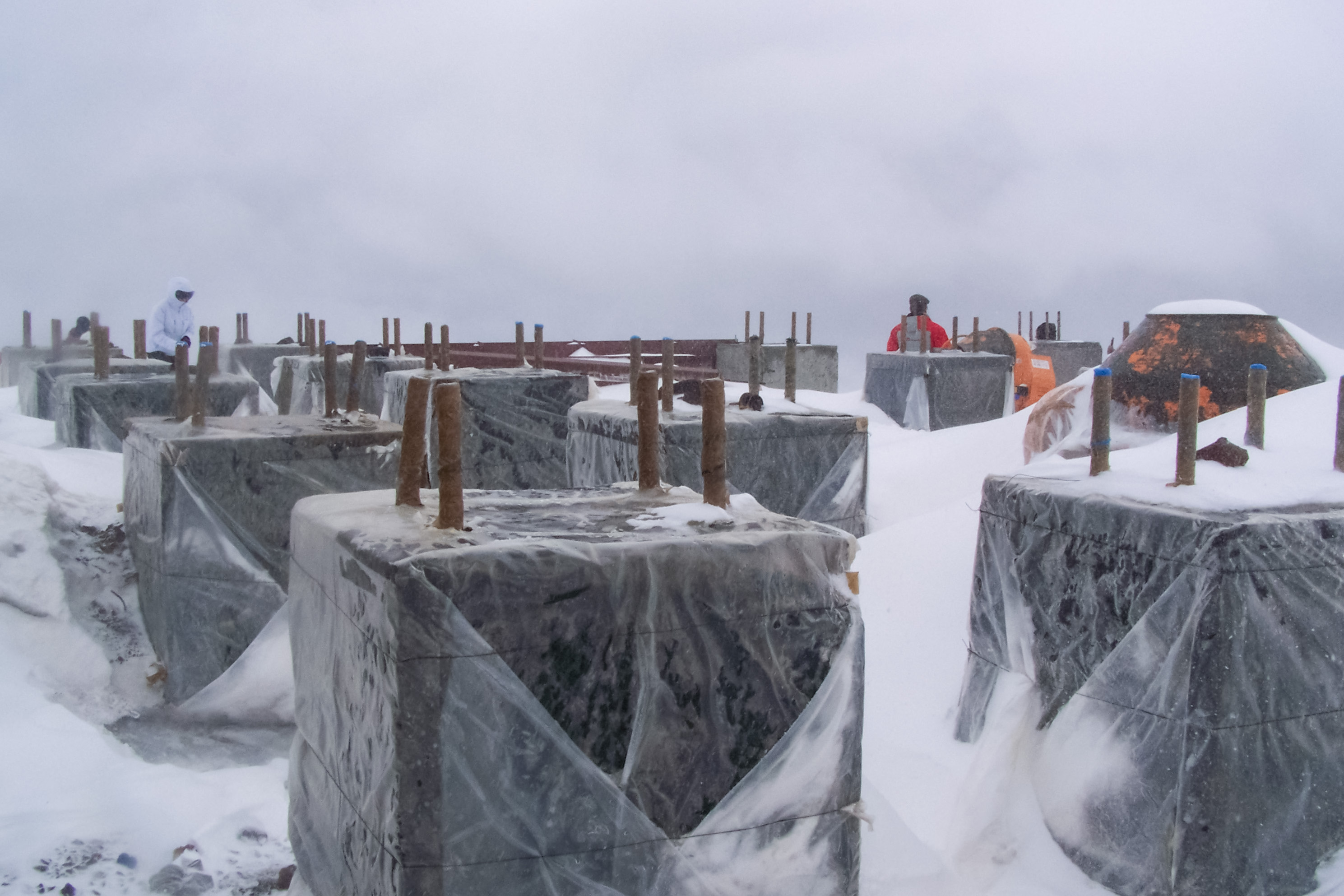
Опори нової будови «Притулку 11». 2009 р.

Перша будова була дерев'яна — побудована у 1932 р..
У 1938 р. побудували триповерхову оцинковану обтічної форми будівлю, яка простояла 60 років. Побудовано за один сезон із залученням кабардино-балкарського населення. На першому поверсі будівлі розташовувалися альпіністи, на другому — рятувальники, на третьому — вчені та музей. 16 серпня 1998 р. практично нічийний «Притулок 11» згорів внаслідок порушення правил протипожежної безпеки, імовірно туристом з Чехії та російськими гідами.
У 2001 р. постав новий притулок, побудований на місці старої дизельної станції.
Зараз будується нова споруда «Притулку 11».

## Розгорнута історія готелю
У 1909 році одна з груп екскурсантів Кавказького гірського товариства (КГТ), заснованого в П'ятигорську швейцарським альпіністом Р. Р. Лейцінгером, у складі 11 осіб здійснюючи плановий похід на Ельбрус встановила тимчасовий табір в районі скельної гряди, де згодом буде зведено будівлю «Притулку 11-ти». Група мала невеликий запас фарби для того, щоб на вершині Ельбрусу зробити пам'ятний напис на каменях, і цією фарбою на каменях, де був їхній табір, було зроблено напис «Притулок 11». Через 20 років, влітку 1929 року совєцький альпініст В. А. Раковський побудував на цих скелях дерев'яну, оббиту залізом хатину, і переніс на неї напис — «Притулок 11-ти». Це було досить простора будівля, здатна вмістити 40 осіб.

### Рудольф Рудольфович Лейцингер
Швейцарський альпініст Рудольф Рудольфович Лейцингер приїхав до Росії в 1863 р. з невеликого швейцарського містечка Нетшталь. Пристрасний любитель природи, альпініст-самоучка після першої ж подорожі по Кавказу, Рудольф Лейцінгер стає ще більш гарячим шанувальником його красот. У 1883 р. переїжджає на постійне проживання в П'ятигорськ. Він плекав думку про перетворення П'ятигірря (так тоді називалося це місце) в курорт світового значення.
На рубежі XIX-ХХ ст. Лейцингер поставив питання про створення Кавказького Гірського Товариства (КГТ), посилаючись на досвід Швейцарії, процвітаючої за рахунок туризму. Р. Р. Лейцінгер був обраний головою робочої групи, яка наприкінці 1900 р. направила до Москви проект Статуту «Кавказького Гірського Товариства в П'ятигорську». Лише 14 грудня (старого стилю) 1901 р. Міністром землеробства і державного майна А. Єрмоловим Статут КГТ був затверджений.

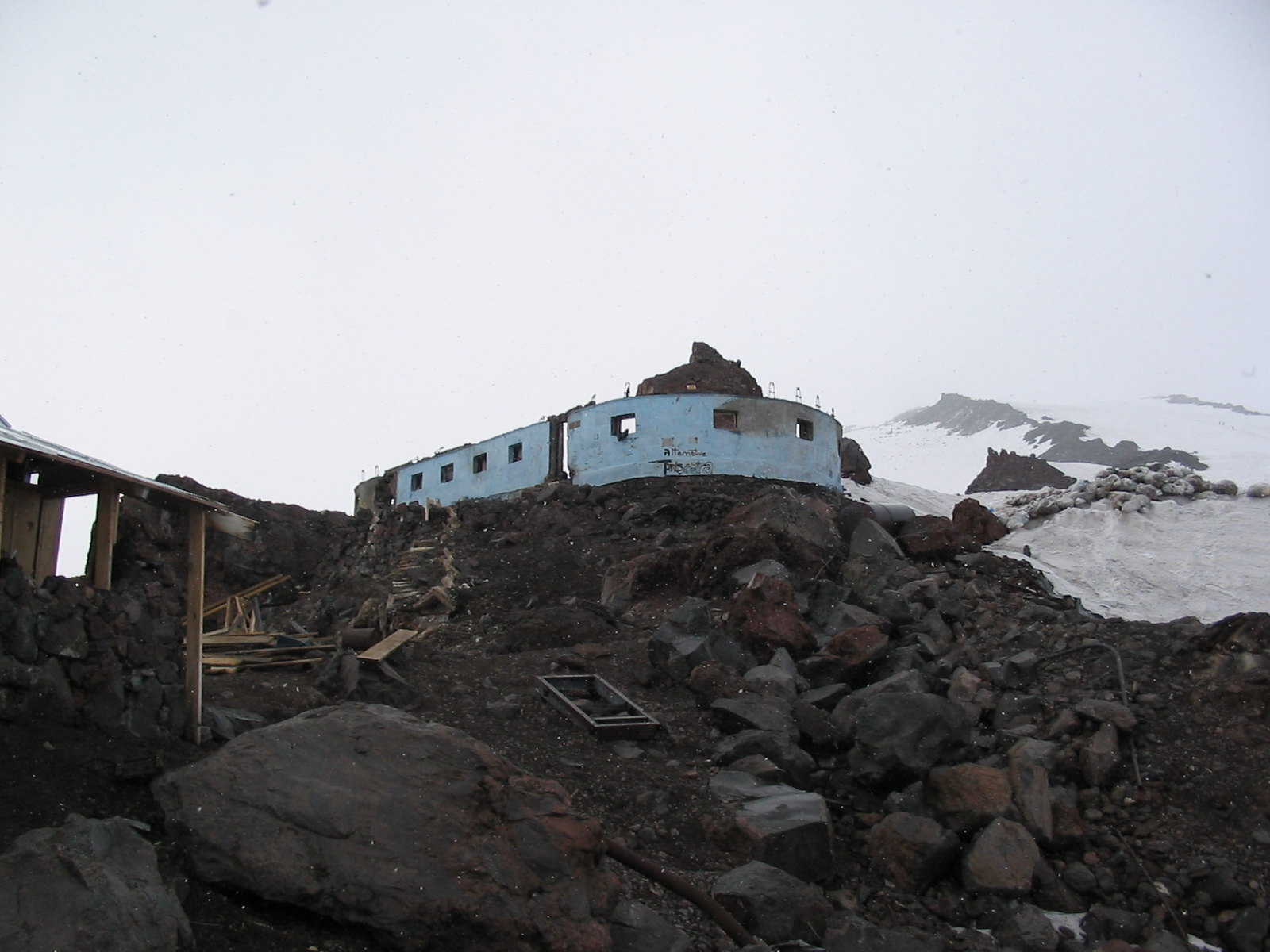
Руїни притулку 11-ти станом на серпень 2003 р.

Р. Лейцингер організовує ряд регулярних екскурсій (подорожей) по рідному краю. Розроблялися проекти створення туристських стежок і притулків на цікавих маршрутах. На третій рік своєї діяльності Товариство розпочало випуск Щорічника «Кавказького Гірського Товариства», на сторінках якого стали з'являтися матеріали дослідницької діяльності членів Товариства, результати організаційної роботи, дорожні нариси — сторінки подорожей. У літній сезон по 2-3 рази на місяць випускався «Вісник КГТ», який відображав його поточну діяльність. Сам Лейцінгер часто публікувався в збірниках англійських, французьких, німецьких, швейцарських Товариств. Він був почесним членом ряду зарубіжних Гірських Товариств і альпійських Клубів.
Навесні 1909 р. почалася реалізація проекту Р. Р. Лейцінгера — прокладка пішохідної стежки від галявини Азау до Східної і Західної вершин Ельбрусу. З цією метою була організована експедиція на Ельбрус, на південно-східному схилі якого, на «Кругозорі», був споруджений кам'яний притулок, який отримав назву «Лейцінгерівський». Влітку того ж року, 11 осіб з 18 брали участь в експедиції і дісталися до скель на висоті 4130 м. Великі камені захищали її зі сходу і з півночі, немов природні стіни, учасники експедиції спорудили ще одну захисну стінку, із західного боку. Саме тоді це місце отримало назву «Притулок 11».

### Радянський період
У 1929 р. на цих скелях була встановлена дерев'яна будка, обшита залізом, у 1932 р. — будівля барачного типу на 40 осіб. Через нестачу місць намети іноді ставили прямо на плоскому даху барака. «Пліч-о-пліч» там поміщалися рівно чотири «памірки».
У сезон 1937—1938 рр. почалися геодезичні, вибухові та будівельні роботи на «Притулкові 11», якого давно потребували численні альпіністські групи.

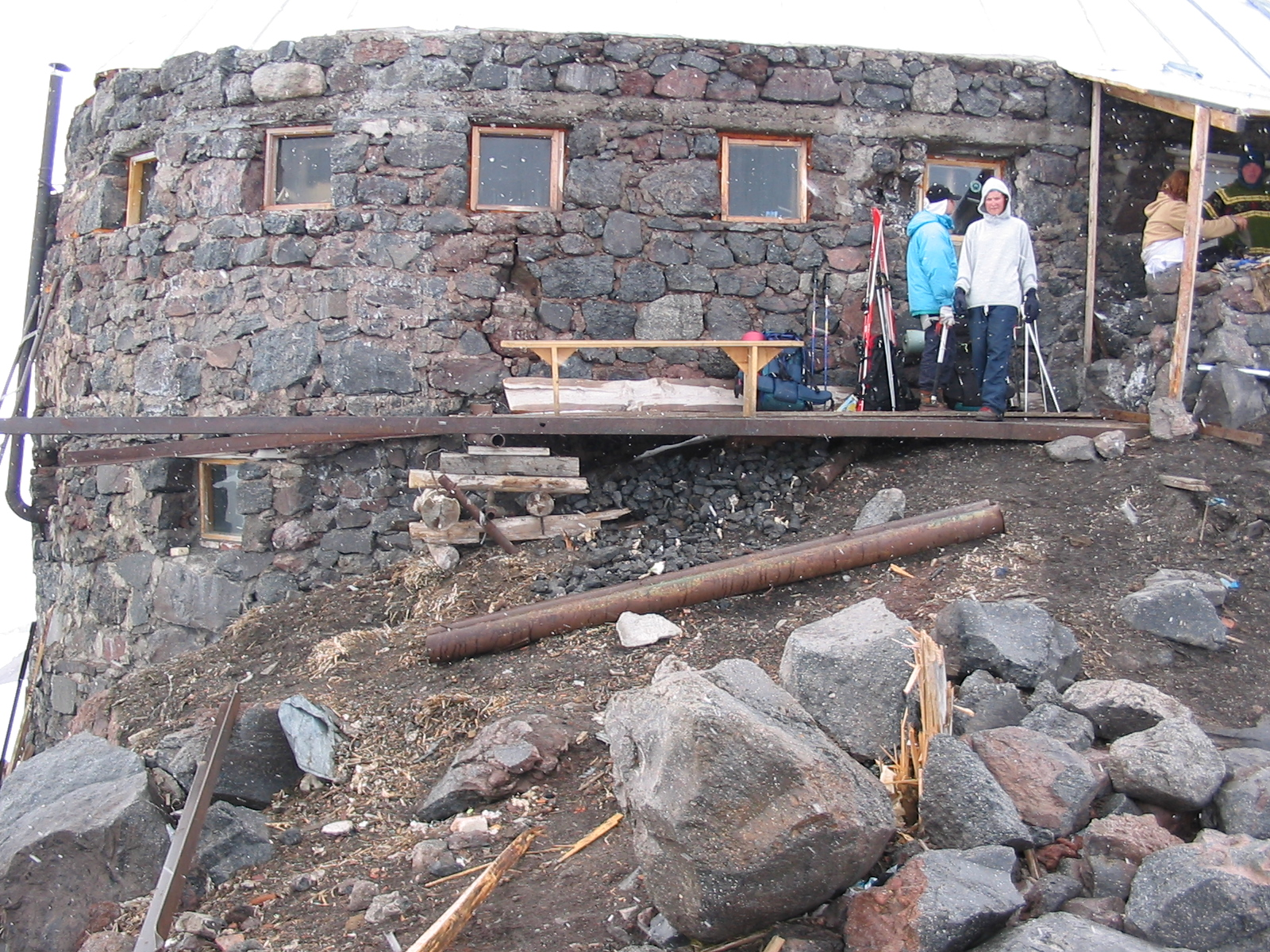
Новий притулок (станом на серпень 2003 р.)

Першими на майбутній будівельний майданчик (4200 м) піднялися архітектор-альпініст Н. М. Попов і альпініст-шуцбундовець Ф. А. Кропф. Попов мав широкі повноваження від ТЕУ ВЦРПС для остаточного вибору місця під будівництво готелю. Кропф був запрошений як фахівець в питаннях гірської безпеки. Пристрасті, що розгорілися поступово вляглися, і більшість сперечальників погодилося з обраним місцем на скелях трохи вище існуючої споруди «Притулку 11». У дружніх бесідах Попов ознайомив «ельбрусців» з планами будівництва триповерхового готелю, розрахованого на максимум зручностей, можливих у складних і суворих умовах високогір'я. За його припущенням будівництво повинно повністю розгорнутися в недалекому майбутньому.
На Ельбрусі замість «карткових будиночків», які будувалися досі, мали спорудити велику триповерхову будівлю сучасного типу. Довгоочікуваний момент, нарешті, настав: в середині 1937 року з «Кругозору» потягнулись каравани віслюків, навантажених ящиками з вибухівкою і різними геодезичними інструментами. Восени, після відходу з Ельбрусу останніх літніх туристів, почалися геодезичні роботи і пробне буріння.
Виконавши свою роботу, підривники пішли, залишивши після себе рівну площадку і котловани під фундамент майбутніх будівель. З'ясувалося, що при існуючих темпах транспортування, знадобиться щонайменше 5 років, щоб доставити всі необхідні вантажі на будівельний майданчик. Але готель, за планом, необхідно було повністю закінчити до літнього сезону 1939 р. Вихід знайшли. За сміливим рішенням інженера Попова одночасно з вибуховими роботами приступили до спорудження тракторної дороги від Терсколу по схилах масиву Гарабаші через «Новий Кругозір» (так, на відміну від існуючого «Кругозору», було названо галявину, що знаходилася приблизно на одній висоті), до середньої частини Терскольского льодовика. На висоті близько 3800 м дорога кінчалася, і подальший шлях на «Притулок 11» проходив по Ельбруських льодовиках і фірнових полях. Він мав протяжність всього 4 км, замість 7 км (через «Старий Кругозір») і проходив доступним, порівняно пологим рельєфом.
У 1938 р. почалося будівництво готелю. Між «Льодовою базою» (так назвали місце закінчення дороги) і «Притулком 11» насамперед навели надійні мости через льодовикові тріщини. Для прискорення транспортування спробували використовувати гусеничний трактор з санями, але на фірнових полях він обрушив своєю вагою міст і провалився носом у тріщину. Тільки після багатоденної праці вдалося витягнути звідти «залізного коня». Трактор з'їхав униз і більше не з'являвся на схилах Ельбрусу. На місце майбутнього готелю прибули будівельники.
У червні 1939 р. після попередньої підготовки знову почав діяти «Ельбруський тракт» (так називали дорогу між «Льодовою базою» і «Притулком 11»). По комфортабельності готель мав нагадувати першокласний готель великого міста. Один з його перших відвідувачів жартома назвав його «готель над хмарами». Надалі це влучна назва прищепилася.
До осені будівлі житлового корпусу, дизельної та котельні були практично готові. Їх форми викликали у будівельників непросте здивування і захоплення одночасно. Вони нагадували не повністю надутий дирижабль (позначався досвід Н. М. Попова в будівництві дирижаблів) або походили на кузов величезних автобусів. Верхня частина була заокруглена, щоб надійно протистояти потужним зимовим (та й не тільки зимовим) вітрам і штормам. Для вітронепроникнутості вони були оббиті листами оцинкованого заліза.
Перший поверх (там розмістилися кухня, душові кімнати та складські приміщення) був складений з каменю. Другий і третій поверхи — дерев'яні, утеплені спеціальними теплоізоляційними плитами. Тут були кімнати на 2-8 осіб, їдальня на 50 місць і «елітні» номери. Кімнати-каюти, розраховані на проживання від двох до восьми чоловік, обладнали двоярусними відкидними полицями вагонного типу. У кожній малися рундуки для речей і столики. Два верхні поверхи та дах були оббиті оцинкованим залізом. Радували око натерті до блиску паркетні підлоги і оброблені лінкрустом стіни і стелі. При готелі була котельня і електростанція, працювало центральне опалення, у водопроводі — холодна і гаряча вода, каналізація.
Першими мешканцями нового «Притулку 11» були співробітники Ельбруської експедиції, що зайняли половину третього поверху. Там вони обладнали прекрасні лабораторії. На тому ж поверсі були кімнати для іноземних альпіністів.

### Притулок під час Другої світової війни

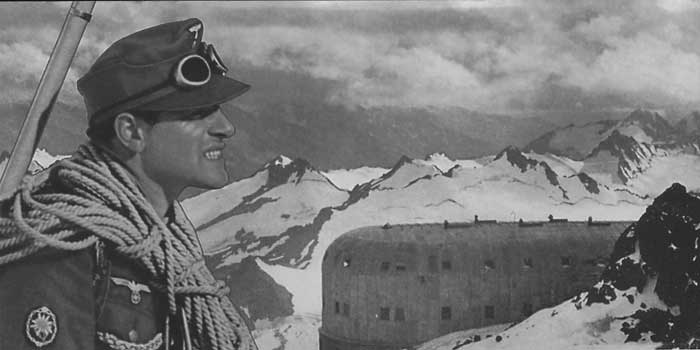
Єгер дивізії «Едельвейс» на «Притулку Одинадцяти»

Наступ до Ельбрусу німецькі «едельвейси» розпочали від П'ятигірря, через Кисловодськ, по ущелині річки Кубань. Місцеве населення не чинило опору, а невеликі гарнізони швидко придушувалися.
Радянська історіографія, як відомо, нерідко спотворювала правду на догоду партійним установкам. Торкнулася ця метода і боїв на Ельбрусі. Зараз, коли йде коригування минувщини в бік об'єктивності, не зайве звернутися і до німецьких джерел. Так, наприклад, «Новий ілюстрований огляд» в 1969 р. писав: «З 1-ї і 4-ї гірських дивізій були відібрані досвідчені альпіністи — майже 100 чоловік. Кожен з них отримав від генерала Конрада як знак виняткової важливості цього завдання орлине перо. Експедицію по сходженню на Ельбрус очолював гауптман Грот. В серпні 1942 р., через безпечність двох радянських вартових, єгері зненацька захопили і роззброїли 13 радянських бійців, що знаходилися в готелі „Притулок 11“».
Вранці 20 серпня єгері намагалися піднятися до вершин Ельбрусу, але через шквальний вітер повернулися. 21 серпня о 3:00 ранку виступила перша група: гауптман Грот і 16 єгерів. Через короткий інтервал за ними пішов гауптман Геммерлер з п'ятьма солдатами.
Далі німецький журнал пише: «У той час як одні доставляли прапор і забивали древко в кригу, інші допомагали, відмахуючись від фотографа Андреса Фельда з 4-ї дивізії… Вони встали навитяжку біля військового прапора Рейху і вимпела дивізії.
Наступного дня спеціальний випуск оповістив радіослухачів Німеччини та окупованої Європи про високогірну перемогу, яка розцінювалася, як вдале оточення супротивника. Гірськими героями захоплювалися, їх вшановували, нагороджували …»
А потім розгорнулися кровопролитні бої: і на перевалах, і на Ельбрусі. «Едельвейси», перейменувавши перевал Хотю-тау в перевал генерала Конрада, влаштували тут головну базу, звідки бійці, харчування та озброєння перекидалися і на «Притулок 11», і на інші бойові позиції. Артилерія, коні, мули, розбірні підйомники, навіть гірські лижі — все це було пофарбовано німцями в білий колір, що ускладнювало розвідку їх рубежів. Радянські військові наступали знизу, з Баксану, а «едельвейси» обстрілювали їх зверху. Радянські війська були представлені піхотою і кавалерією, а «едельвейси» — справжніми гірськими професіоналами. Зрозуміло, що перші несли більш суттєві втрати. Незабаром ситуація змінилася: втрати стали нести втрати німецькі єгері-профі, кинуті своїми ж основними силами. Ті спішно відкочувалися на Захід, а високогір'я перетворилося для «едельвейсів» у пастку. До того ж, вступили в бій 12 радянських Окремих гірсько-стрілецьких загонів, навчених за німецьким ж рецептами. Найкращі німецькі альпіністські батальйони загинули в льодах і снігах Кавказу.
Командувач Закавказьким фронтом Іван Тюленєв підписав наказ скинути з Ельбрусу гітлерівську символіку і встановити радянську. Декількома групами з різних частин підтягувались інструктори альпінізму в Баксанску ущелину. Переконавшись, що живих «едельвейсів» тут уже немає, вони, розмінувавши стежки, піднялися до «Притулку 11». Тут теж, крім виючого північного вітру, кричущих галок та замінованого готелю, — ні душі.
У звірячу холоднечу, при темно-зеленому оледенінні Ельбруса здійснили радянські бійці свій подвиг. 13 лютого слідом за диво-висотником Миколою Гусаком на Західну вершину піднялися Олександр Сидоренко, Євген Білецький, Габріель та Бекну Хергіані, Євген Смирнов. В хуртовині вони ледь виявили розідрані хуртовинами рештки тевтонської символіки. Встановили свої прапори і відсалютували автоматами ППШ.
Вистоявши у війну — як і ті, хто його будував, поранений осколками бомб і кулями, розорений всередині, стояв «Притулок-11» безхазяйним до 1957 р. І знову справно приймав мандрівних туристів і альпіністів. Нарахувавши 59 років своєї історії, 19 серпня 1998 він згорів, як дирижабль, на який так був схожий.

### Пожежа 1998 р
За свідченням спортсменів з альпклубу «Північна столиця», пожежа сталася через нехтування заходами пожежної безпеки. Але це наслідок, а не причина.
19 серпня 1998 р. група В. Панасюка та С. Бодрова о 14 годині спустилася з вершини Ельбрусу і займалася приготуванням їжі. Близько 16 годин Сергій Бодров знаходився на кухні: «Я стояв за півкроку від випадкової каністри. Коли загорілося, автоматично виплеснув воду зі своєї каструлі на вогонь. Мені здалося, що майже відразу з'явився Вася Панасюк з вогнегасником у руках. Пам'ятаючи, що десь неподалік є ще один вогнегасник, я побіг на його пошуки. Чесно кажучи, я був у шоці. Коли знайшов вогнегасник і пішов назад до їдальні, то не зміг пробитися крізь натовп, що ломанув на вихід. Угорці на кухні були, але вони ні при чому. Фокус з каністрою зробив хтось із наших, по-моєму, навіть місцевих».
Його розповідь продовжує Василь Панасюк: «Вогонь моментально охопив їдальню і попер по коридору. Вже через п'ять хвилин французи не могли спуститися з третього поверху, і їм знизу кинули мотузку для спуску. Один з них здорово вдарився об кам'яний парапет між першим і другим поверхом.
Ми стали евакуюватися: взяли тільки те, що згребли руками. Поки будили нашого німецького камарада — Дірхофа, який після спуску з вершини прийняв снодійне і спав міцним сном, часу збирати шмотки вже не залишилося. Шкода, не допили французький коньяк — кайфували перед обідом. Відомий Юра Соловйов так взагалі вийшов в одних трусах. Угорці були без супроводжуючого, ось на них і хотіли все звалити …»

### Сучасність
Проблема «погоди, що раптово зіпсувалася» на Ельбрусі вже не страшна. Прямо на сідловині, між Східною і Західною вершинами Ельбрусу, на висоті 5300 м функціонує хатина-притулок «Red Fox», в якій може зупинитися будь-яка група, щоб перечекати завірюху і ураган.
Хатина досить містка і може одночасно вмістити до 20 осіб. Вона являє собою трапецевидну конструкцію з тамбуром і житловим приміщенням, що стоїть на ажурній основі з привантаженням з декількох тонн кам'яних уламків, розтягнуту тросами до анкерних елементів в кам'яних брилах. Двері в хатину герметичні, що закриваються кремальєрою. Про міцність конструкції свідчить той факт, що хатина може витримувати навантаження при дії вітру до 80 метрів на секунду і перекидаючий момент в дві тонни. Однак, навіть на Ельбрусі такого сильного вітру поки не було. Висотна метеостанція, розташована на західному плечі Ельбруса, що працювала близько року, зафіксувала в свій час максимальну швидкість вітру — 67 метрів на секунду.
Унікальність хатини «Red Fox 5300» полягає ще й у тому, що це єдине у світі житлове приміщення, встановлене на такій висоті.
Зведенням хижки займалися представники МНС і всі небайдужі любителі гір.

## Зображення в кіно
- Кадри із зображенням триповерхового готелю можна побачити в документальному фільмі «Kameraden unterm Edelweiss» (Товариші під знаком Едельвейса), режисер Вольфганг Гортер, 1943 р.
- На початку і наприкінці фантастичного фільму «Дізнання пілота Піркса», 1979 р.
- «Гірські стрільці» — 7-ма серія з циклу фільмів «Визволителі», 2010 р.
- Пожежа, що знищила «Притулок 11» у 1998 р.

## Українські альпіністи в «Притулку 11»
«Притулок 11» — постійне і традиційне місце зупинки, а інколи і ночівлі, акліматизації альпіністів, в тому числі, й українських. У 1970-х роках в 3-х км нижче с. Терскол розташовувався молодіжний альптабір «Україна», де проходили перший альпіністський вишкіл юнаки і юнки з усієї України. Один з традиційних походів в кінці перебування у альптаборі — похід до «Притулку 11» із ночівлею на Галявині Академії наук. Тому практично кожен місяць в ті часи відбувалися масові сходження молодих українських спортсменів-альпіністів на Ельбрус — до «Притулку 11».